# Legionella tunisiensis
Espèce
Legionella tunisiensis est une espèce de bactéries gram-négatives  de la famille des Legionellaceae.

## Taxonomie
Le nom correct complet (avec auteur) de ce taxon est Legionella tunisiensis Campocasso et al. 2012.

### Étymologie
L'étymologie du nom de cette espèce est liée à son lieu d'isolement : tu.ni.si.en’sis. N.L. masc./fem. adj. tunisiensis, de Tunisie, où la souche a été isolée.